# Grinder's Switch
Grinder's Switch byla americká hudební skupina, která byla aktivní na konci šedesátých let dvacátého století. Vůdčí osobností kapely byl zpěvák Garland Jeffreys, přičemž ten jí původně založil jako společný projekt s Johnem Calem, který nedlouho předtím opustil skupinu The Velvet Underground. Cale se skupinou odehrál několik koncertů (hrál na baskytaru), avšak brzy jí opustil. Mezi další členy skupiny patřili například bubeník Sanford Konikoff, klávesista Stan Szelest, kytarista Ernie Corallo a další. V říjnu roku 1969, když již Cale se skupinou jako člen nevystupoval, posloužila kapela jako doprovod na jeho prvním sólovém albu Vintage Violence. Své první album s názvem Grinder's Switch featuring Garland Jeffreys kapela vydala v roce 1970 na značce Vanguard Records. Producentem byl, stejně jako v případě Caleova debutu, Lewis Merenstein. Nedlouho poté se skupina rozpadla a Jeffreys se vydal na sólovou dráhu.